# 卡薩帕省
卡薩帕省 （Caazapá）是巴拉圭的一個省，位於該國東南部。面積 9,496平方公里，2002年人口 139,241人。首府卡薩帕。
下分10縣。